# Fort de la Briche
Pour les articles homonymes, voir Briche.
Le fort de la Briche, aux confins de Saint-Denis et d'Épinay-sur-Seine, est l'un des forts détachés de l'Enceinte de Thiers qui protégeaient Paris durant la seconde moitié du XIXe siècle.

## Accès

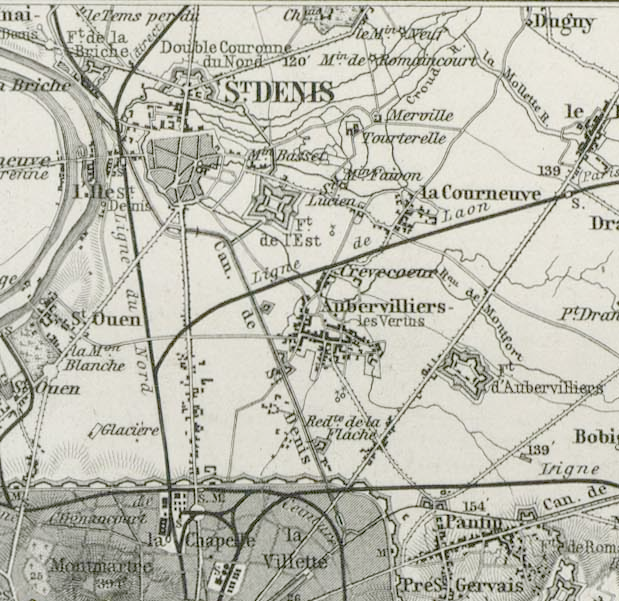
Carte datant de 1871 et indiquant les trois forts de Saint-Denis : Fort de La Briche, Fort de la Double-Couronne du Nord, Fort de l'Est.

Il est situé dans le triangle formé par l'avenue de la République (D921), la D 24 (Rue du Fort-de-la-Briche) et la RN 14 (Boulevard Foch).

## Situation

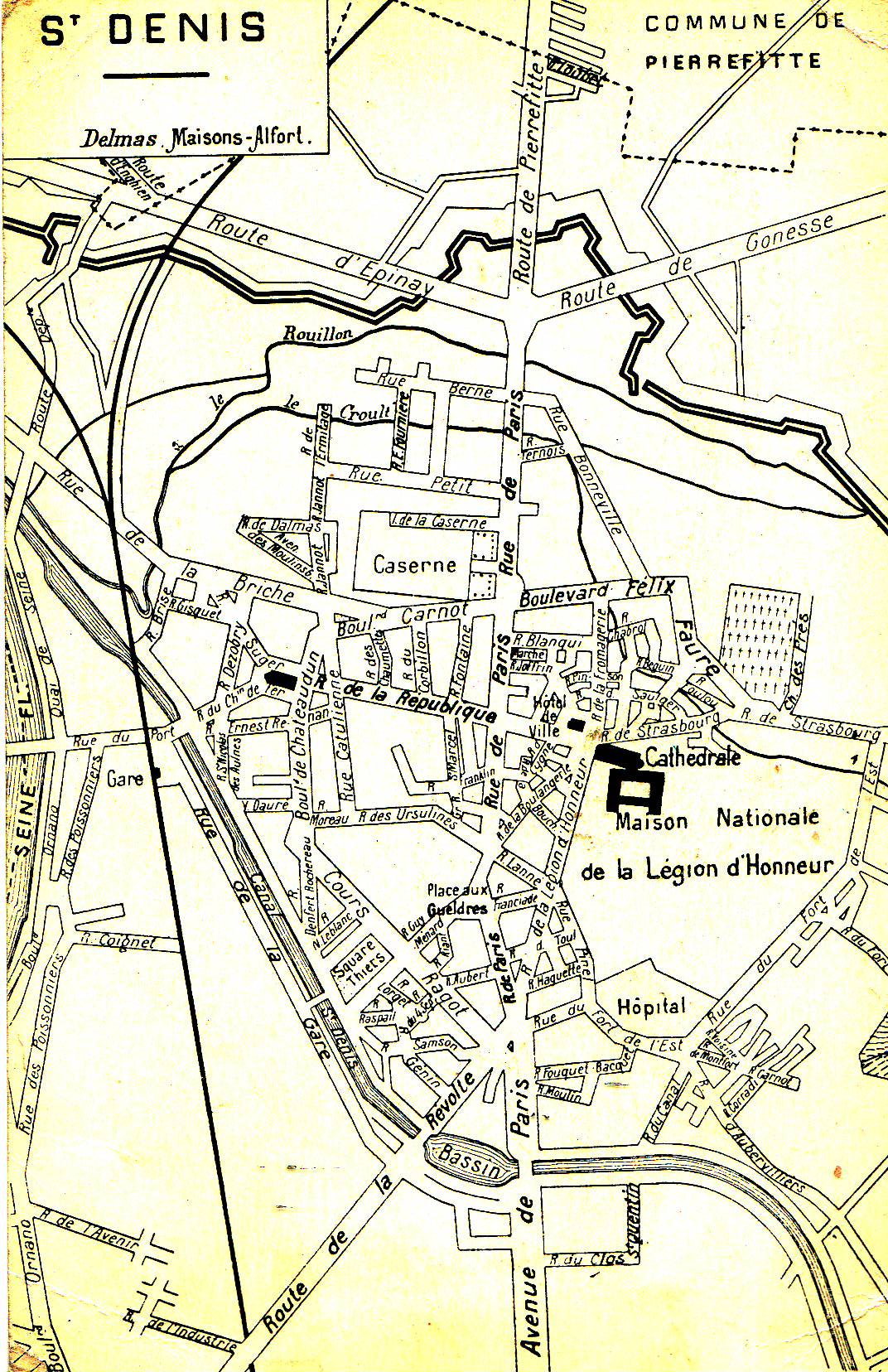
Plan de livreur

Cette carte du début du XXe siècle montrant le centre-ville, avec la caserne et les quartiers nord de Saint-Denis.
On y voit bien également les cours d’eau  de la ville, bordée par la Seine, traversée par le Canal Saint-Denis, et avec la zone marécageuse du nord de la ville, drainée par le Croult et le Rouillon. La Vieille Mer n'est déjà plus visible, ayant déjà été busée.
La ville est protégée au nord par le Fort de la Double-Couronne, dont les murailles rejoignent, hors du plan, les Forts de l'Est et de la Briche. Les trois routes qui traversent ces fortifications se rejoignent au Barrage de Saint Denis.
On voit également la ligne de chemin de fer Paris - Lille par Creil, d'où se sépare la ligne Paris - Pontoise.

## Historique

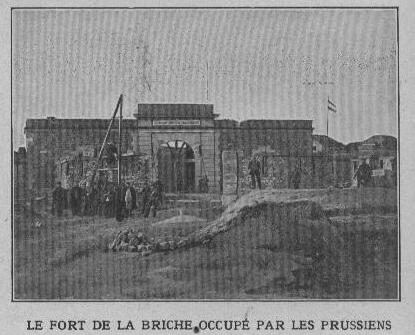
Occupé, en 1870 par les Prussiens.

Sa situation permettait de contrôler la Seine, la RN 14 et la ligne de chemin de fer Paris-Beauvais qui traverse son glacis, tout en assurant la protection de l'ouest de la Ville de Saint-Denis.
Il était raccordé au Fort de la Double-Couronne par la Digue du Croult.
Tous les forts de la Première ceinture de Paris furent construits vers 1844, les travaux durèrent une dizaine d'années. Ils formaient un ensemble de douze constructions similaires autour de Paris dans l'optique d'une attaque ennemie de la capitale. Ils étaient reliés entre eux par une digue fortifiée et un fossé qui, à Saint-Denis, allait de la Seine au Canal Saint-Denis.
Comme les autres constructions, le fort de la Briche participe au siège allemand de 1870.
À l'époque il était commandé par le chef de bataillon retraité Taphanel, l'artillerie par le chef d'escadron d'artillerie de marine Duran et le génie par le capitaine Dreyssé. Le service de santé par le médecin-major de la marine Roux.
Après avoir accueilli un centre d'essai de moteurs d'avion, il abrite aujourd'hui la 26e compagnie d'incendie, le groupe cynotechnique ainsi que le Centre de formation des cadres de la Brigade de sapeurs-pompiers de Paris.